# 寿县古城墙
寿县古城墙，位于安徽省淮南市寿县，是中国如今仍保存完好的古代城墙之一、全国重点文物保护单位之一。寿县城墙有四门，东门称为宾阳，南称为通淝，西门称为定湖，北门称为靖淮。而四门的瓮城也依然保存。
寿县曾在历史上是十分重要的军事重镇。而寿县又非常容易遭受淮河泛滥，所以在历史上寿县城墙一直都在不断整修中。在1991年的洪灾中寿县古城内一度安置有10余万灾民。现存城墙为南宋时重筑，现今还可以看到“建康”等墙砖字样。